# Hexastylus
Genre
Hexastylus est un genre de radiolaires de la classe des Polycystinea, de l'ordre des Spumellaria et de la famille des Actinommidae.

## Liste d'espèces
Selon Paleobiology Database (21 mars 2021) :
- Hexastylus carnicus
- Hexastylus grahamensis
- Hexastylus uvarius

Selon IRMNG (21 mars 2021) et World Register of Marine Species (21 mars 2021) :
- Hexastylus dimensivus Haeckel, 1887
- Hexastylus triaxonius Haeckel, 1887